# Cryptandra speciosa
Cryptandra speciosa är en brakvedsväxtart. Cryptandra speciosa ingår i släktet Cryptandra och familjen brakvedsväxter.

## Underarter
Arten delas in i följande underarter:
- C. s. speciosa
- C. s. strigosa